# Euthalia khama
Euthalia khama is een vlinder uit de familie van de Nymphalidae, uit de onderfamilie van de Limenitidinae. De soort is voor het eerst wetenschappelijk beschreven door Sergej Nikolajevitsj Alferaki in een publicatie uit 1895.